# دورة المهواة
دورة المهواة (بالإنجليزية: Ventilator circuit)‏ هي أنابيب مُختلفة الأنواع تَستخدمها أجهزة التنفس الاصطناعية في تطبيق التهوية الميكانيكية.